# Кощаковское сельское поселение
Кощаковское се́льское поселе́ние (тат. Кощак авыл җирлеге) — муниципальное образование в Пестречинском районе Республики Татарстан.
Административный центр — село Кощаково.

## История
Статус и границы сельского поселения установлены Законом Республики Татарстан от 31 января 2005 г. № 33-ЗРТ «Об установлении границ территорий и статусе муниципального образования „Пестречинский муниципальный район“ и муниципальных образований в его составе».
В мае 2017 года на территории поселения был образован новый населённый пункт — посёлок Барсил.

## Население
| 2010  | 2011  | 2012  | 2013  | 2014  | 2015  | 2016  |
| ----- | ----- | ----- | ----- | ----- | ----- | ----- |
| 1909  | ↗1910 | ↗2607 | ↗2642 | ↗2694 | ↗2760 | ↗2879 |
| 2017  | 2018  |       |       |       |       |       |
| ↗2980 | ↗3088 |       |       |       |       |       |

## Состав сельского поселения
| № | Населённый пункт | Тип населённого пункта       | Население |
| - | ---------------- | ---------------------------- | --------- |
| 1 | Барсил           | посёлок                      |           |
| 2 | Званка           | деревня                      |           |
| 3 | Кощаково         | село, административный центр |           |
| 4 | Старое Кощаково  | деревня                      |           |
| 5 | Царево           | деревня                      |           |